# Treze Tílias
Treze Tílias es un municipio brasileño del estado de Santa Catarina. Tiene una población estimada al 2022 de 8 787 habitantes. Pertenece a la Región metropolitana de Contestado.

## Historia y Cultura
Treze Tílias fue fundada en 1933 por inmigrantes tiroleses (tirol austríaco y tirol italiano de habla alemana) que huían de la crisis económica en Europa. El ministro de agricultura de Austria, Andreas Thaler, resolvió emigrar a Brasil acompañado de algunas familias tirolesas en busca de mejores condiciones de vida. Fundaron Treze Tílias en el centro de Santa Catarina, donde encontraron condiciones propicias para el establecimiento de una nueva población, con buen clima y tierras fértiles.
Los inmigrantes austríacos eran provenientes del Tirol, Salzburgo y Voralberg; mientras que los tiroleses italianos provenían de Véneto donde se habla el dialecto alemán Sappadino (Plodn), Provincia de Bérgamo en la región de Lombardía y también de la Provincia autónoma de Trento. Previo a la fundación de Treze Tílias, ya se encontraban establecidoas en la zona algunas familias que hablaban el dialecto Alemán Hunsrriquano o Hunsrik  provenientes de otras colonias alemanas de Rio Grande do Sul y de Hunsrück del estado Renania-Palatinado, Alemania.
A la llegada de los austriacos, se mantuvieron muy enlazados con el objetivo de mantener sus costumbres y hoy día es la huella ícono de la ciudad. 

### Idiomas
El Idioma portugués es la lengua oficial de Treze Trílias sin embargo la enseñanza del idioma Alemán es obligatoria en todas las escuelas del municipio  idioma el cual está en proceso de aprobación su uso oficial a nivel municipal

## Turismo
El municipio forma parte de la Rota da Amizade (Ruta de la amistad), una serie de siete municipios vecinos del estado que ofrecen una serie de atractivos turísticos y culturas, estos son: Tangará, Fraiburgo, Piratuba, Pinheiro Preto, Videira y Joaçaba.
Una fiesta tradicional desde su fundación, la Tirolerfest se celebra cada año en octubre para conmemorar el aniversario de la ciudad. La fiesta incluye desfiles, música en vivo y danzas folclóricas.
La casa de Andreas Thaler (1883-1939), austriaco fundador de la ciudad, fue transformada en museo y expone la historia de la ciudad y la inmigración en la región.